# Oblast' autonoma del Nagorno Karabakh
L'Oblast' autonoma del Nagorno Karabakh (NKAO) (in russo Нагорно-Карабахская автономная область?, Nagorno-Karabachskaja avtonomnaja oblast', in azero Дағлыг Гарабағ мухтар вилаjəти, Dağlıq Qarabağ muxtar vilayəti, in armeno Լեռնային Ղարաբաղի Ինքնավար Մարզ?, Leṙnayin Ġarabaġi Ink’navar Marz) è stata un'oblast' dell'Unione Sovietica, popolata prevalentemente da armeni, creata il 7 luglio 1923 all'interno della Repubblica Socialista Sovietica Azera.
Il 2 settembre 1991 con la dichiarazione di indipendenza del soviet locale cessa ufficialmente la sua attività amministrativa.

## Antefatto

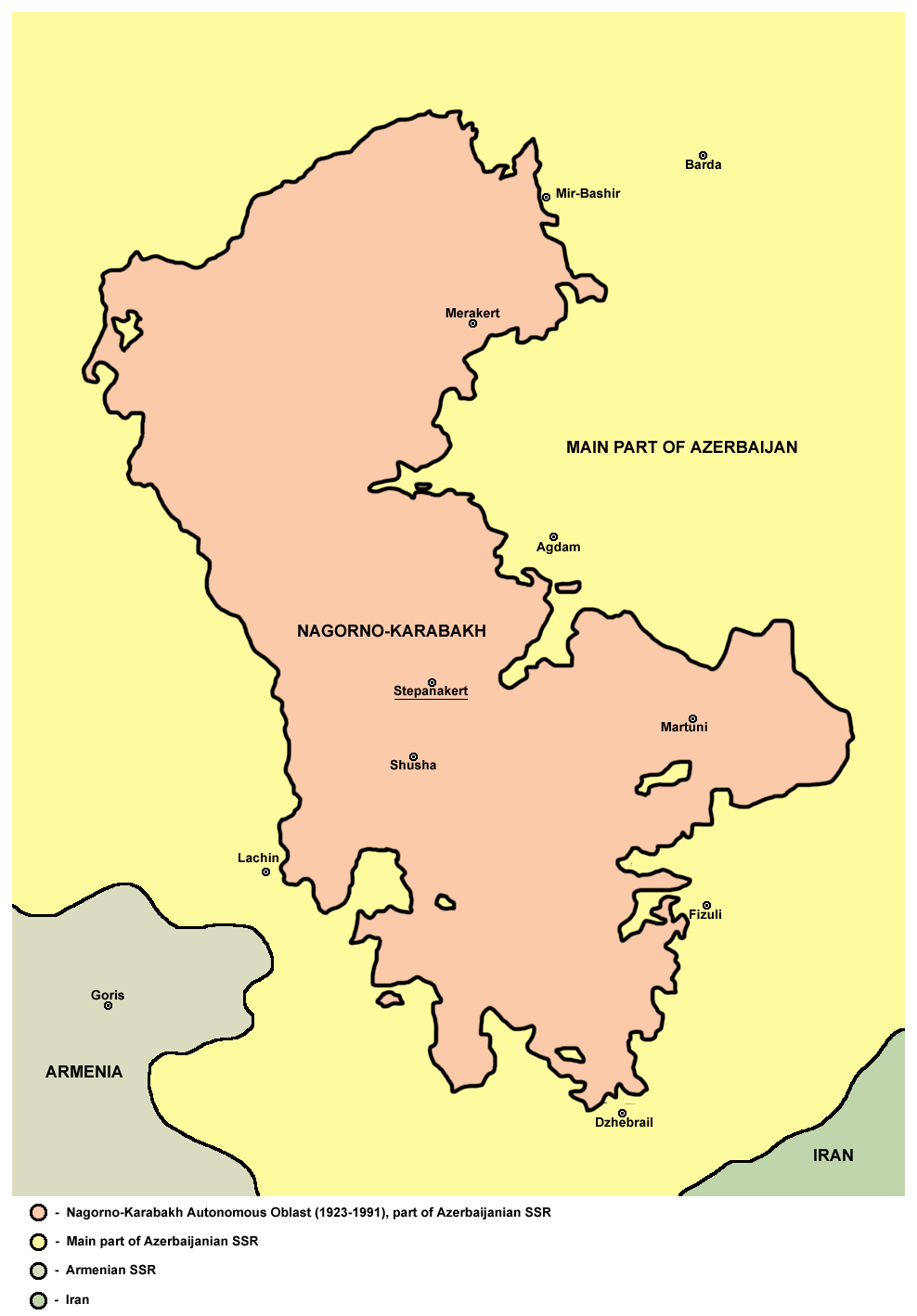

Il problema del Nagorno Karabakh nasce all'indomani dello scioglimento della Repubblica Federale Democratica Transcaucasica e la nascita delle repubbliche di Armenia, Georgia e Azerbaigian e le conseguenti rivendicazioni territoriali e dispute di confine.
In particolare l'Azerbaigian rivendicò la regione Karabakh nonostante questa fosse etnicamente armena e così pure le province armene di Zangezur e Naxçıvan. Tale rivendicazione era motivata dal desiderio di avere una contiguità territoriale con la Turchia.
I dieci "Congressi del popolo dell'Artsakh" che si svolsero tra il 1918 ed il 1920 avevano ripetutamente affermato la volontà della popolazione a far parte dell'Armenia: il Primo Congresso 22 luglio 1918 proclamò la regione indipendente ed auto amministrata da un governo popolare. Tale pronunciamento (e gli altri che seguiranno negli anni a venire) provocò la reazione dell'Azerbaigian che chiese aiuto alla Turchia.
Tra il 22 marzo ed il 13 aprile 1920 gli azeri scatenarono una violenta offensiva militare contro il territorio del Karabakh, colpendo in particolare la città di Şuşa radendo al suolo tutta la parte armena.
Con la sovietizzazione del Caucaso sembra che la regione sia destinata ad essere ricompresa nell'ambito dello stato armeno. Il 30 novembre 1920, dopo l'ingresso dell'Armata Rossa in Armenia, il Comitato rivoluzionario dell'Azerbaigian invia un telegramma di congratulazioni, firmato dal Commissario Narimov, con il quale si dichiara che il Nagorno Karabakh (come pure gli altri territori contesi) viene riconosciuto come parte integrante della Repubblica Socialista Sovietica Armena.
Il 2 maggio 1921 l'Ufficio Caucaso del Partito Comunista (Kavbureau) guidata da Kirov conferma tale decisione; il 12 giugno il soviet azero adotta una risoluzione che riconosce l'appartenenza della regione all'Armenia ed il Plenum del Kavbureau conferma la validità della decisione ma la subordina ad un referendum.
A sorpresa Narimov, contraddicendo i precedenti pronunciamenti, chiede che la questione venga decisa dal Comitato Centrale del partito a Mosca. L'Ufficio Caucaso, sotto pressione di Stalin attento ai rapporti turco sovietici, stabilisce di lasciare all'Azerbaigian il Nagorno Karabakh, concedendo allo stesso ampia autonomia regionale e indicando Shushi come capoluogo amministrativo.
Il Comitato Centrale in data 16 luglio si esprime contro tale decisione.
Anche il Naxçıvan viene assegnato agli azeri ma non la regione di Zangezur (poi Syunik) che rimane all'Armenia.

## Nascita dell'oblast'
Nel marzo 1922 viene istituita la Repubblica Socialista Federativa Sovietica Transcaucasica (che entrerà nell'URSS il 30 dicembre e rimarrà in vigore fino al 1936) inglobante Georgia, Armenia ed Azerbaigian.
Il 7 luglio 1923 con un decreto della Commissione Elettorale Centrale del partito verrà istituito l'Oblast autonoma del Nagorno Karabakh (NKAO) inglobante però solo una porzione dell'originario territorio karabakho mentre altre parti finiscono direttamente sotto controllo azero.
Inoltre la nuova entità amministrativa viene staccata dall'Armenia per non fare avere contiguità territoriale con essa. Il punto più vicino è rappresentato dal cosiddetto corridoio di Laçın. L'oblast' del Nagorno Karabakh diviene quindi una enclave armena in territorio azero e perde il controllo di alcuni distretti precedentemente amministrati. Il capoluogo viene spostato a Stepanakert (in precedenza Khankendi). Su una popolazione di circa 130.000 abitanti il 95% era armeno.
Nei decenni seguenti flussi migratori azeri faranno scendere tale percentuale al 78%.
Un movimento clandestino per la riannessione all'Armenia si sviluppa alla fine degli anni venti ma viene presto individuato. Tutte le organizzazioni regionali armene vengono bandite; il segretario del partito comunista locale (Aghasi Khanjian) viene assassinato dopo aver presentato direttamente a Stalin la richiesta di restituzione del Karabakh e della zona di Naxçıvan all'Armenia. A più riprese nei decenni successivi viene sollevata la questione karabakha e nel 1964 una petizione con 45.000 firme viene inviata al Comitato Centrale del PCUS mentre due anni dopo si costituisce un "Partito di unità nazionale" che punta alla riunificazione con Erevan.
Nella seconda metà del 1987 numerose manifestazioni di protesta saranno la premessa per i futuri sviluppi politici (fra gli altri il movimento Miatsum) e bellici.

## Geografia antropica

### Suddivisioni amministrative
L'oblast' aveva una superficie di 4.400 km² sviluppati in un'area prevalentemente montuosa facente parte dell'altopiano armeno e geograficamente distinta dalla piana alluvionale azera formata dai fiumi Kura e Aras.
Il territorio era diviso in cinque rajon (Martakert, Martuni, Shusha, Askeran, Hadrut) con capoluogo Stepanakert. La popolazione alla fine degli anni ottanta era di poco superiore ai 180.000 abitanti.